# Albert Regelmann
Albert Wilhelm Regelmann (* 16. Oktober 1846 in Esslingen am Neckar, Königreich Württemberg; † 20. Oktober 1912 in Cannstatt) war ein Stadtbaurat von Oberhausen.

## Leben
Regelmann wurde als Sohn eines Oberamtsgeometers in Esslingen geboren. Er besuchte das dortige Pädagogium (das heutige Georgii-Gymnasium), dann die Oberrealschule in Stuttgart und von 1863 bis 1868 das Polytechnikum Stuttgart. Anschließend arbeitete er vier Jahre als Ingenieur im Eisenbahndienst Württembergs. Als solcher war er an Planung und Bau der württembergischen Schwarzwaldbahn im Abschnitt Calw–Weil der Stadt beteiligt, insbesondere am ca. 700 Meter langen Forsttunnel. Nachdem er je ein Jahr für die Süddeutsche Eisenbahn-Gesellschaft in Mannheim sowie als Sektions-Ingenieur der Bahnstrecke Karlsruhe–Eppingen in Grötzingen gearbeitet hatte, leistete er seine zweite Staatsprüfung ab.
Im Jahr 1875 wurde er unter Bürgermeister Friedrich August Schwartz Stadtbaumeister der Industriestadt Oberhausen. In dieser Stellung oblagen ihm Planung und Bau einer Kanalisation der erst 1874 zur Stadt erhobenen Gemeinde. Aufgrund des Steinkohlenbergbaus hatte sich dort 1870 in einem Bereich, der für die Entstehung eines Stadtzentrums geplant war, der Concordiasee gebildet. Diesen See galt es zu entwässern. Ferner hatte Regelmann die Aufgabe, die städtebauliche Entwicklung Oberhausens durch Bebauungspläne (Fluchtlinienpläne) zu lenken und wichtige Infrastrukturen zu schaffen, etwa mehrere Schulgebäude, den Schlachthof mit Kühlhaus und Eisfabrik (1891/1892) sowie eine Volksbadeanstalt, das spätere Ebertbad. Zu den Höhepunkten seiner vielseitigen Tätigkeit zählte die Einführung der elektrischen Straßenbahn (1896/1897).
1889 wurde er als Stadtbaumeister für zwölf Jahre wiedergewählt. 1892 wurde ihm der Titel Stadtbaurat verliehen. 1897 wurde er für seine Verdienste mit dem Roten Adlerorden IV. Klasse geehrt. Im Jahr 1900 trat er wegen „Abnahme seiner Kraft“ frühzeitig in den Ruhestand und zog zurück in seine schwäbische Heimat. Kurz nach seinem 66. Geburtstag verstarb er im Cannstätter Krankenhaus.
Regelmanns älterer Bruder war der Kartograf Christian Regelmann.